# Estação Universidade do Cairo
Universidade do Cairo (em árabe: جامعة القاهرة) é uma estação metroviária da linha amarela do metro do Cairo localizada na cidade de Gizé na margem ocidental do rio Nilo.

## Características
As plataformas da estação foram construídas ao nível do solo. A sua localização demandou a construção de uma ponte com 84 metros com cinco vãos contínuos desiguais que cruzam a ferrovia que corre ao lado da linha do metrô e a avenida Al Hay Al Sades. 
A estação Universidade do Cairo para efeito de tarifação está incluída na Zona de número 3.

## Expansão

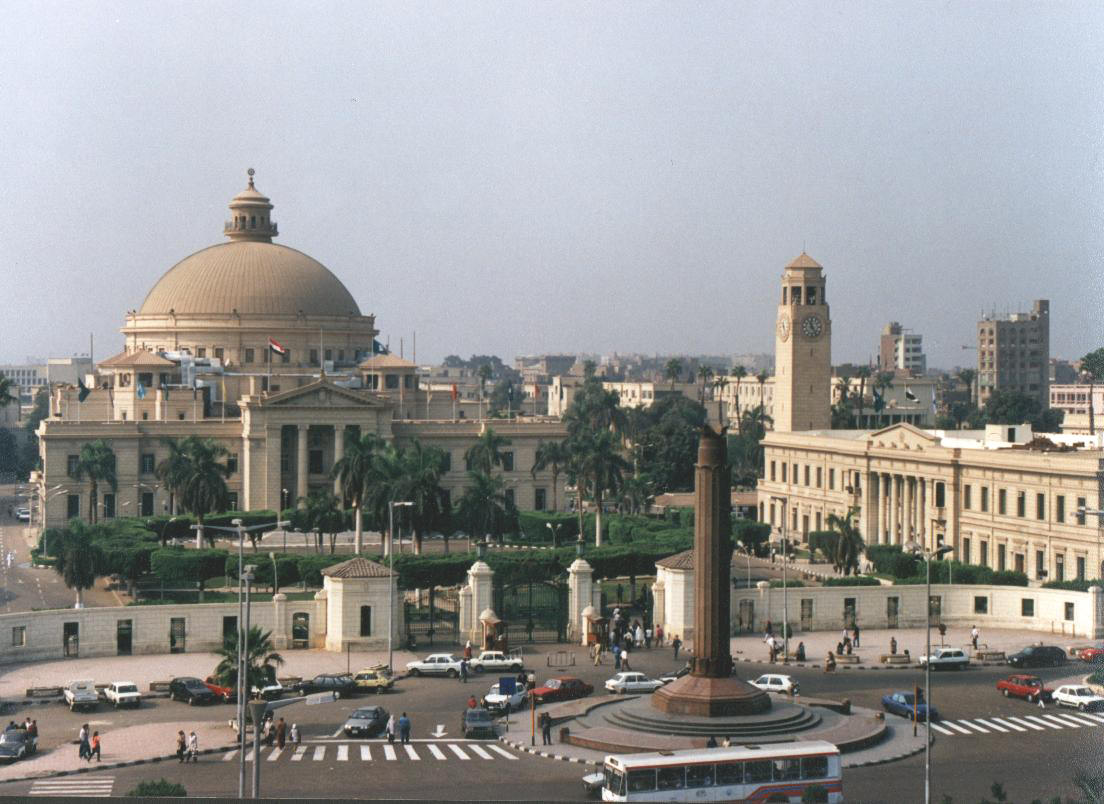
Universidade do Cairo vista aérea.

A expansão da linha 3 em sua etapa 3, tem previsto uma interligação com a linha 2 na Estação Universidade do Cairo que deverá ser ampliada para acomodar a chegada da nova linha. Os planos originais previam a inauguração das novas instalações para abril de 2023 e foram antecipados para novembro de 1922. A ampliação da estação quando inaugurada passará a ser um dos terminais da Linha 3.

## Pontos de Interesse
- Universidade do Cairo